# Dicranella barbensis
Dicranella barbensis är en bladmossart som beskrevs av Ferdinand François Gabriel Renauld och Jules Cardot 1893. Dicranella barbensis ingår i släktet jordmossor, och familjen Dicranaceae. Inga underarter finns listade i Catalogue of Life.